# 12059 du Châtelet
12059 du Châtelet eller 1998 ED14 är en asteroid i huvudbältet som upptäcktes den 1 mars 1998 av den belgiske astronomen Eric W. Elst vid La Silla-observatoriet. Den är uppkallad efter den franska matematikern, fysikern och författaren Émilie du Châtelet.
Asteroiden har en diameter på ungefär 5 kilometer.